# International Braille Chess Association
De International Braille Chess Association (IBCA) is een organisatie voor blinde en visueel gehandicapte schakers. De IBCA is gelieerd aan de FIDE, maar is ook onderdeel van de  International Blind Sports Federation. De International Braille Chess Association had een informele start in 1951, toen door Reginald Bonham het eerste internationale correspondentieschaak-toernooi voor blinde schakers georganiseerd werd. Er namen 20 spelers aan deel, afkomstig uit 10 landen. In 1958 werd voor de eerste keer een bordschaak-toernooi gehouden, met schakers afkomstig uit zeven landen.  Inmiddels zijn 50 landen lid van de organisatie. De IBCA organiseert twee belangrijke competities: de Schaakolympiade voor blinden en het Wereldkampioenschap schaken voor blinden.  

## Modificaties van de spelregels

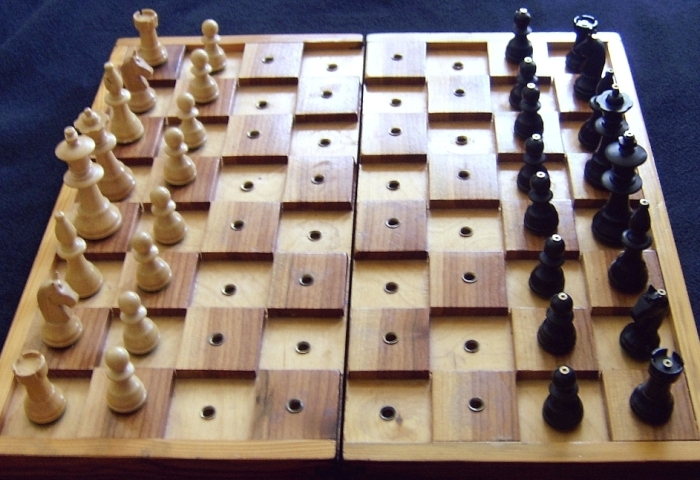
Schaakbord voor blinde schakers

De meeste spelregels van schaken voor blinden zijn consistent met de gebruikelijke spelregels van het schaken, maar er zijn enkele modificaties aan het materiaal, om blinden en visueel gehandicapten behulpzaam te zijn:
1. Beide spelers hebben het recht om te vragen dat twee borden worden gebruikt, waarbij de ziende speler een normaal schaakbord gebruikt en de visueel gehandicapte speler een bord dat als volgt is geconstrueerd:
2. Alle zwarte velden op het schaakbord liggen ongeveer 3–4 mm hoger dan de witte velden. Door het voelen van het veld weet de speler of het een zwart of een wit veld is.
3. Elk veld heeft in het midden een gat, waarin een schaakstuk kan worden geprikt.
4. Elk schaakstuk heeft aan de onderkant een pin, die in de gaten op het schaakbord kan worden gestoken. Hierdoor zit het schaakstuk goed vast aan zijn veld op het bord.
5. Alle zwarte stukken hebben aan de bovenkant een pin die de speler helpt het onderscheid te maken tussen de witte en de zwarte stukken.

Een speler die een zet doet, moet deze zet mededelen aan de tegenstander. In plaats van het noteren van de zetten op een notatieformulier, schrijft de visueel gehandicapte schaker de zetten in braille of neemt de zetten op via een voice recorder.

## Externe koppelingen
- officiële IBCA website
- officiële website van de Britse Braille Chess Association